# Сан Николо а Тордино
Сан Николо а Тордино (итал. San Nicolò a Tordino) је насеље у Италији у округу Терамо, региону Абруцо.
Према процени из 2011. у насељу је живело 5092 становника. Насеље се налази на надморској висини од 138 м.